# Övralid
Övralid er en svensk herregård nord for Motala i Östergötland, som var hjemsted for den svenske forfatter og nobelprismodtager Verner von Heidenstam fra 1925 til hans død i 1940. 
Verner von Heidenstam bosatte sig i 1925 i den færdige bygning, som han lod opføre nogle år forinden, med sin samlever den danske forfatter Kate Bang. I hjemmet var også bosat diverse tjenestefolk samt Kate Bangs to børn fra et tidligere ægteskab. Övralid var samlingspunkt for den svenske kulturelle elite, blandt de mange gæster taltes blandt andre opdagelsesrejsende Sven Hedin, billedhugger Carl Milles, kunstner Albert Engstrøm og Prins Eugen af Sverige. Alle overnattede i deres faste gæsteværelser. 
Ved Verner von Heidenstams død i 1940 blev Övralid overdraget den svenske stat, som siden har bevaret både bygningen og interiøret som oprindeligt. Övralid er åben for besøgende i sommermånederne og huser desuden den officielle overdragelse af Övralidsprisen, som årligt tildeles en forfatter på Verner von Heidenstams fødselsdag. Fødselsdagen fejres endvidere med dans og sang omkring forfatterens grav i haven.